# کرش هالی
کرش هالی (انگلیسی: Crash Holly; ۲۵ اوت ۱۹۷۱ - ۶ نوامبر ۲۰۰۳) کشتی‌گیر کشتی حرفه‌ای اهل ایالات متحده آمریکا بود.